# Carla Lieschingová

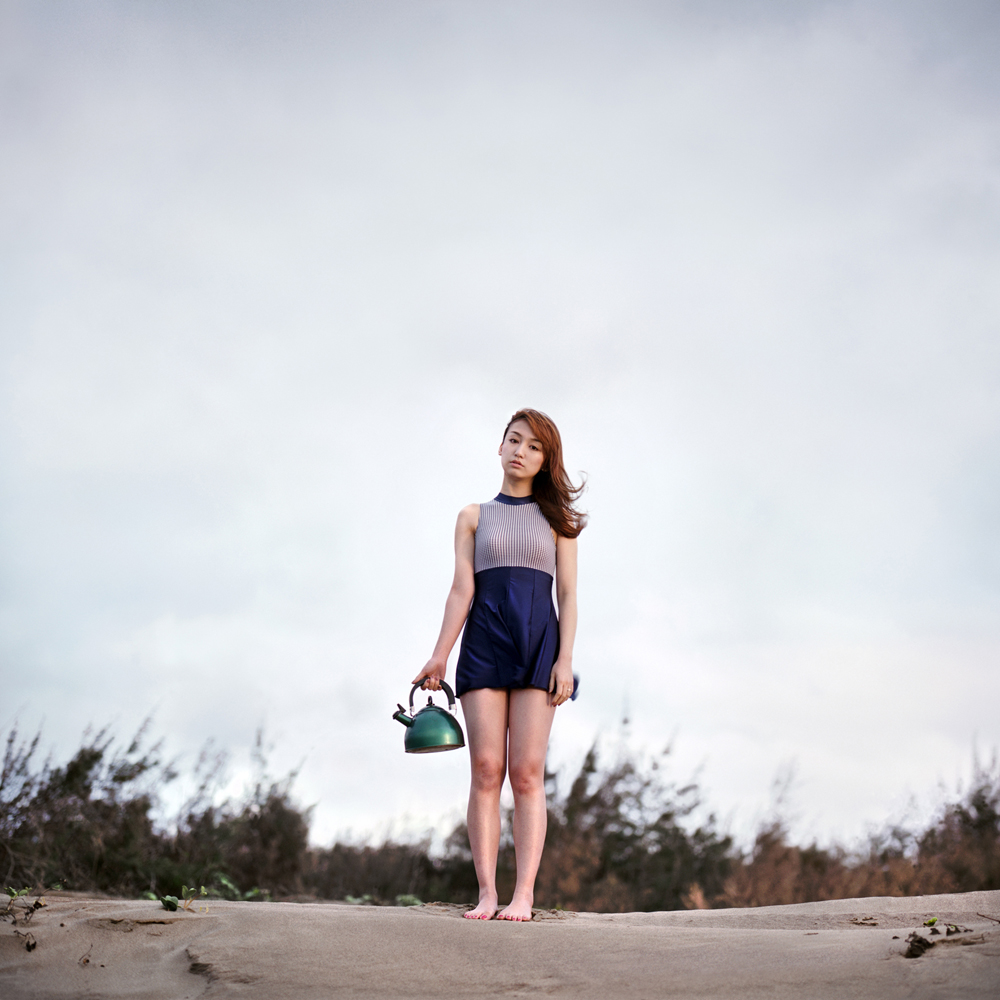
Jasminé, z cyklu Plavci, 2011

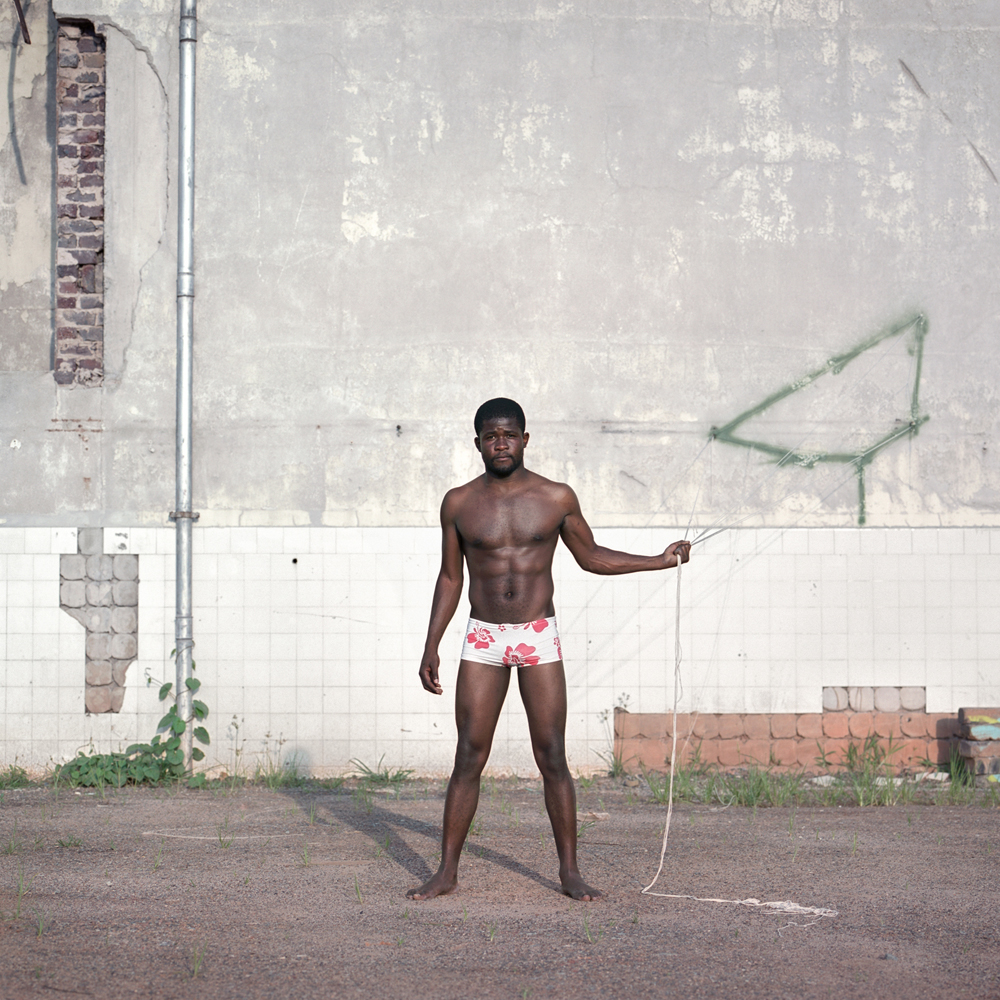
Thabiso, z cyklu Plavci, 2011

Carla Lieschingová (nepřechýleně Carla Liesching; * 1985, Kapské Město) je umělkyně z Johannesburgu v Jihoafrické republice, tvořící v New Yorku. Její práce zkoumá vztahy mezi lidmi, zejména ideologické posuny v geografické poloze. Její cykly řeší pojetí sebe sama ve vztahu k místu, pohybu, vzdálenosti a sounáležitosti. Zajímá se o fotografický portrét, utváření identity příběhů, vytváří archivy environmentálních portrétů, včetně zapojení lidských klasifikačních systémů a pseudo-vědeckého zkoumání (například fotografie užívaná ve fyziognomii, antropologii, frenologii, darwinismu a kolonialismu). Její instalace často obsahují sochařské a zvukové součásti doplňující její fotografie. Nejvíce je připomínán její cyklus Plavci (The Swimmers). Lieschingovou prezentuje galerie Brundyn & Gonsalves v Kapském Městě.

## Život a dílo
Narodila se v roce 1985 v Kapském Městě a vyrůstala v různých malých městech po celém Jihoafrické republice, hlavně v Eastern Cape. Získala bakalářský titul se specializací na fotografii, video a zvukovou instalaci na Rhodes University v Grahamstownu a krátce po ukončení studia v roce 2007 se přestěhovala do Johannesburgu.

### Kariéra
Získala titul BFA po absolvování Rhodeské Univerzity. Jako umělkyně vystavovala po celé Jihoafrické republice, ale i v zahraničí – především v Německu a Anglii a Belgii. Její díla byla publikována v různých mezinárodních publikacích včetně Art Review, GUP Magazine, The Viewer nebo The New York Times.
Jako instruktorka pořádala workshopy pro SA National Arts Festival, jako asistentka vyučovala na Rhodes University a fotografii vyučovala na Market Photo Workshop a Photo Manhattan.

## Výstavy

### Samostatné výstavy

#### 2013
- Geography and Some Explorers, Brundyn & Gonsalves Gallery, Jihoafrická republika

#### 2011
- The Swimmers, iArt Gallery, Kapské Město, Jihoafrická republika[12]

#### 2008
- Masked Portraits, Gordart Gallery, Johannesburg, Jihoafrická republika[13]

- A Bear in The Woods, Moja Modern Gallery, Johannesburg, Jihoafrická republika

### Společné výstavy

#### 2012
- Material / Representation, Brundyn & Gonsalves, Kapské Město[14]
- FNB Joburg Art Fair, Sandton Convention Centre, Johannesburg[15]
- Africa Number Two, Recycleart, Brusel[9]
- MOP5, Měsíc fotografie Kapské Město (Cape Town month of Photography)[16]

#### 2011
- Lens: fractions of contemporary photography and video in South Africa, US Art Museum, Stellenbosch, Jihoafrická republika[17]

#### 2010
- I am solitary I am an army, Surface Gallery & Beers.Lambert, Spojené království[8]
- Spier Contemporary Biennale, Jihoafrická republika[6]

## CyklusPlavci(The Swimmers)

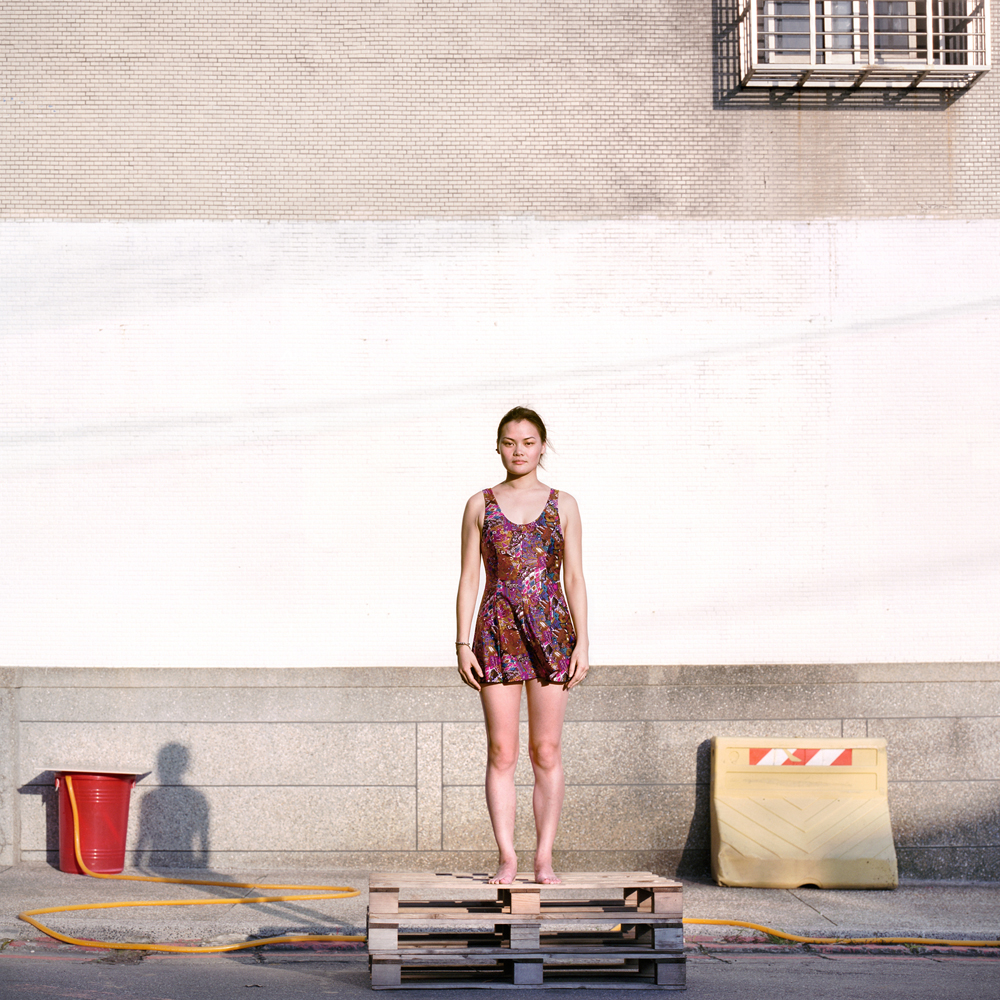
Antonia
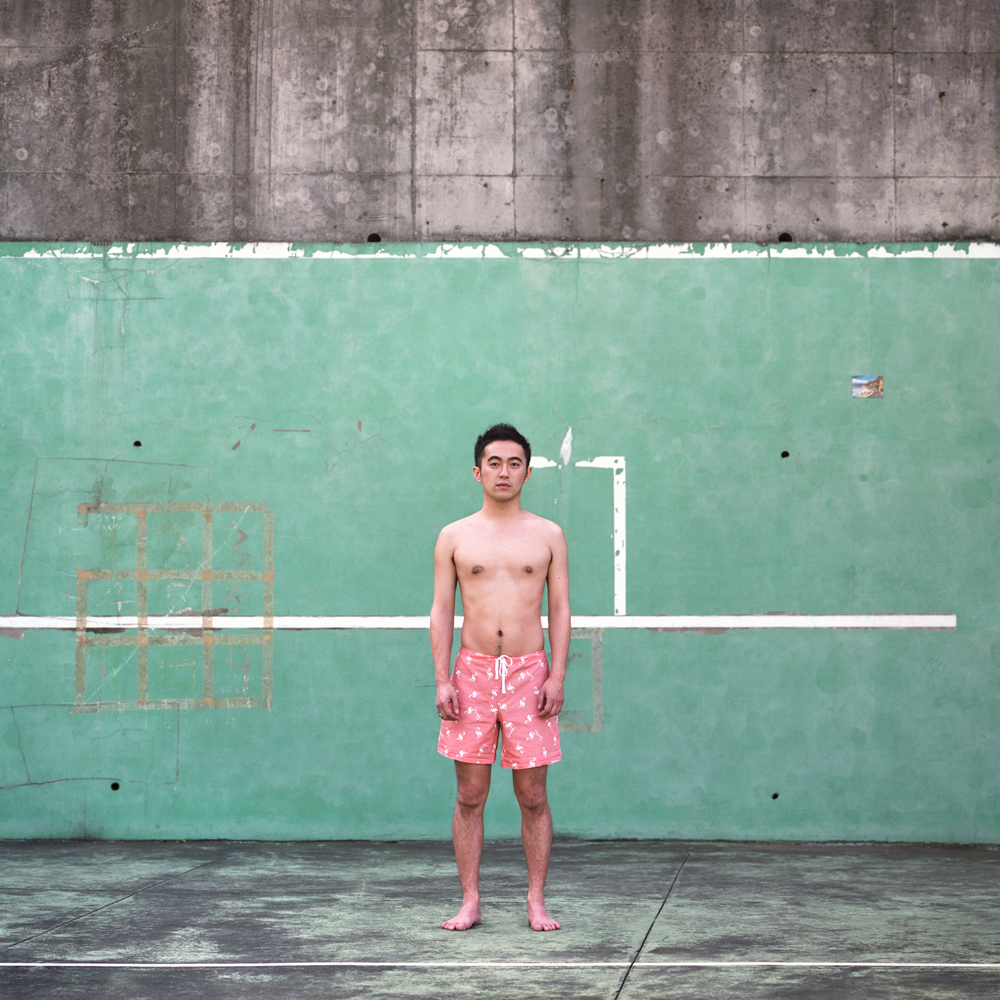
Edward
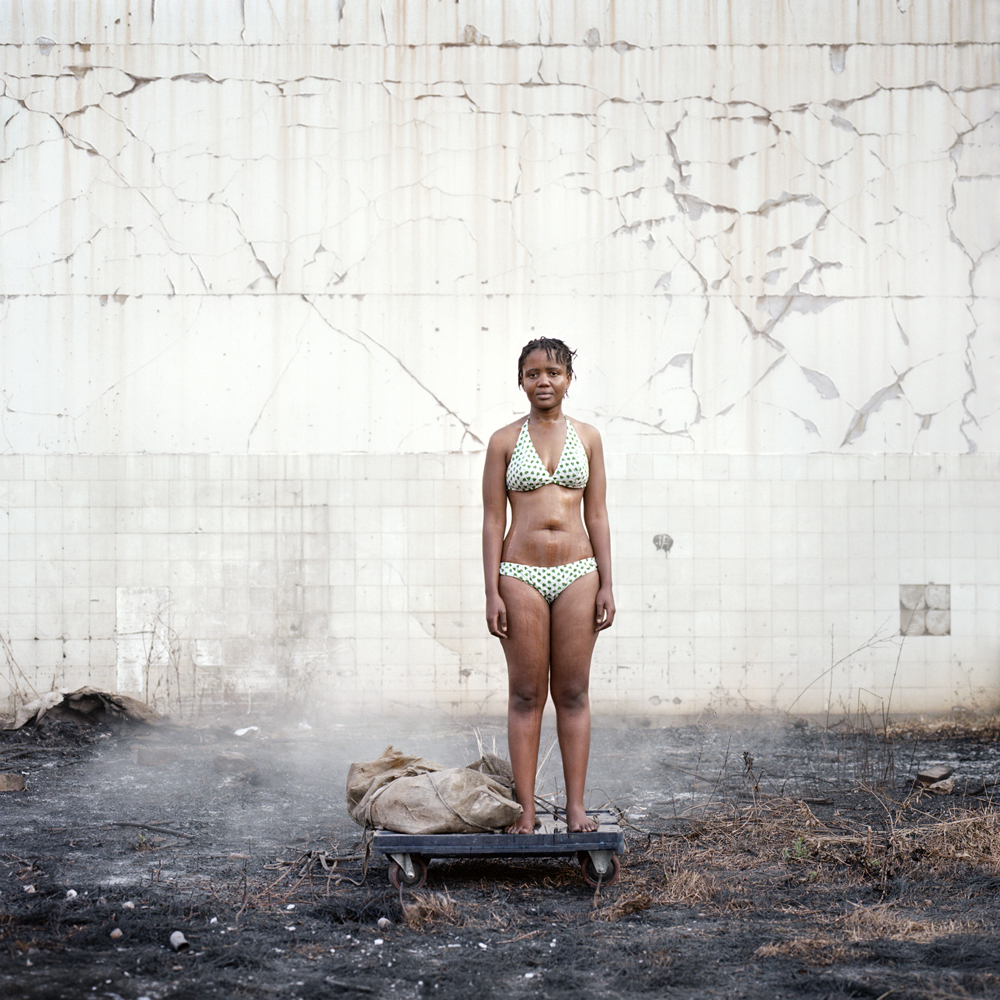
Goitsione
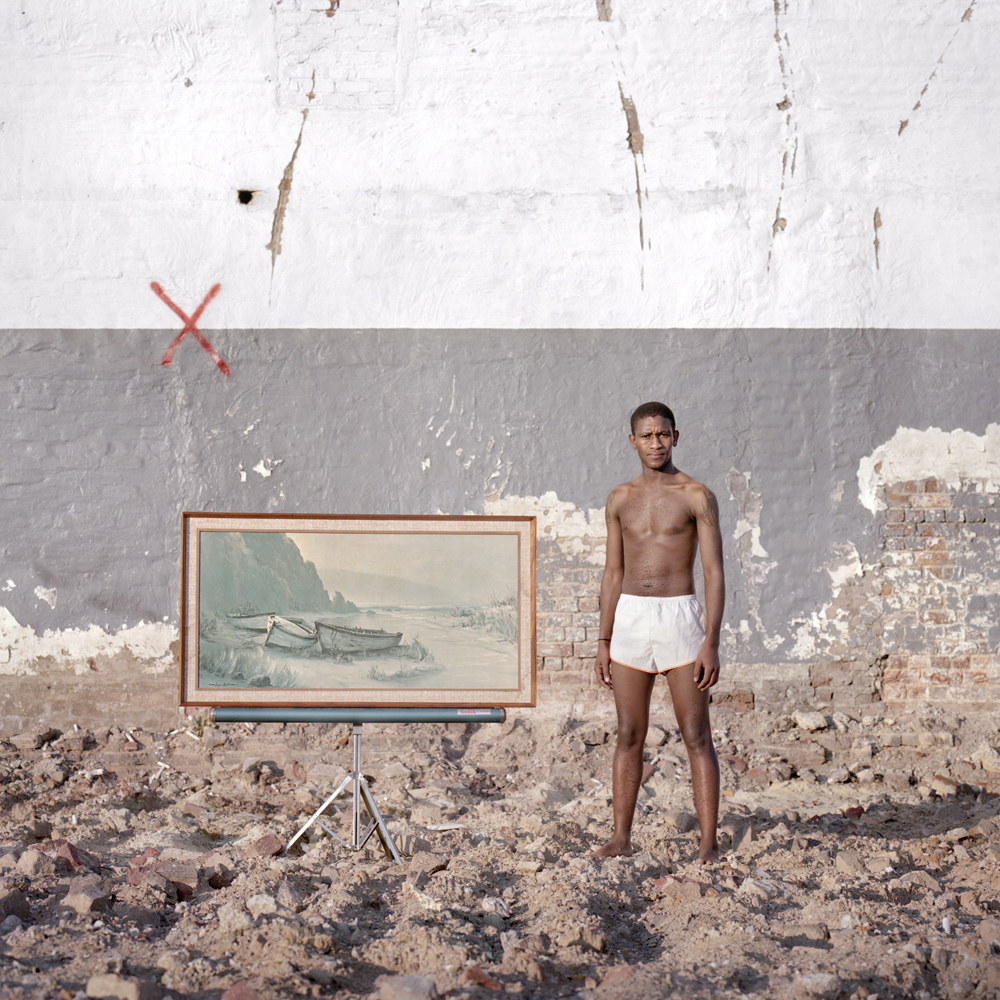
Jerry
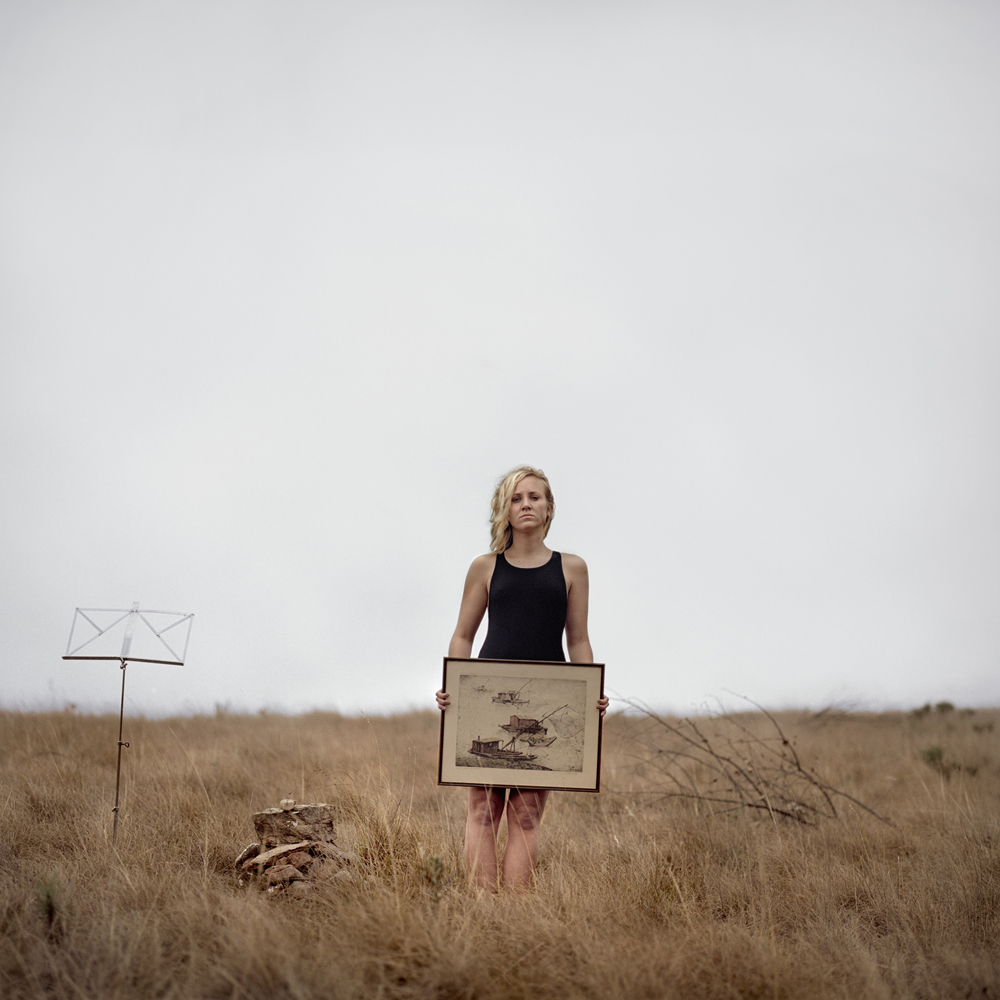
Kate
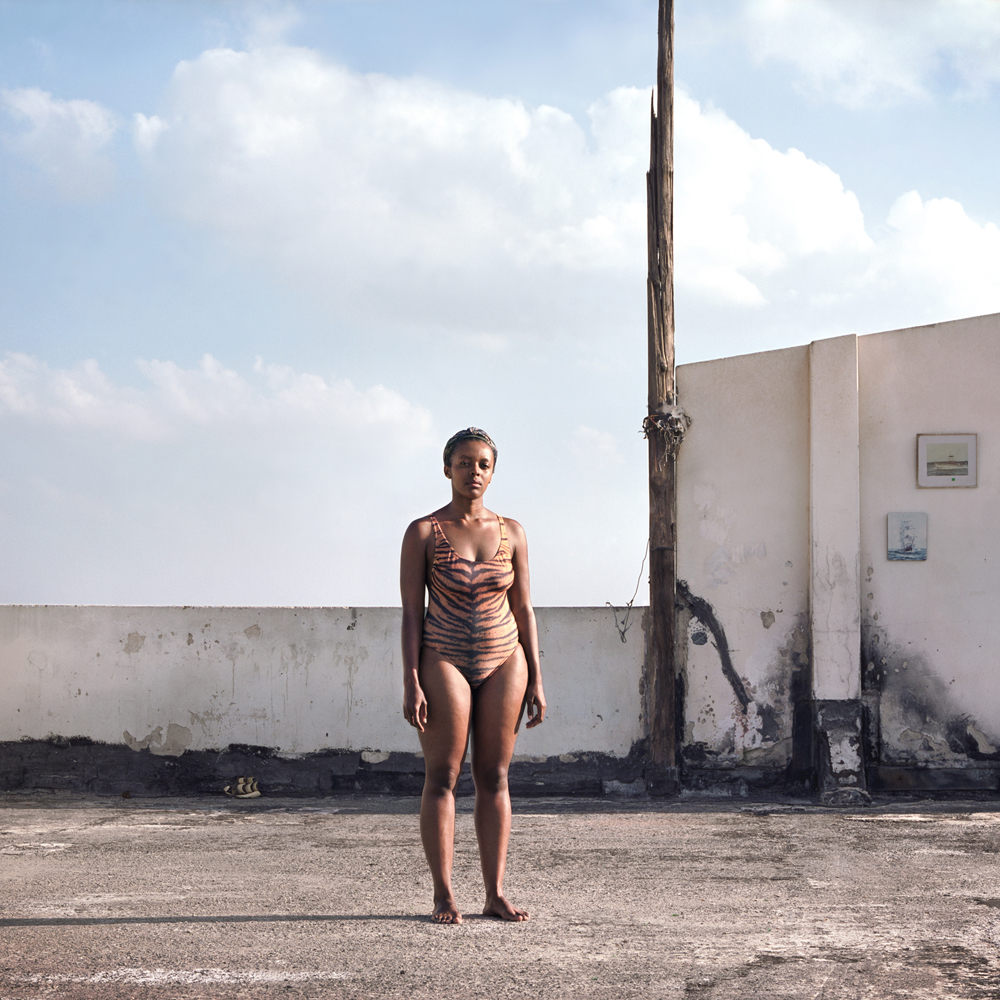
Mpho
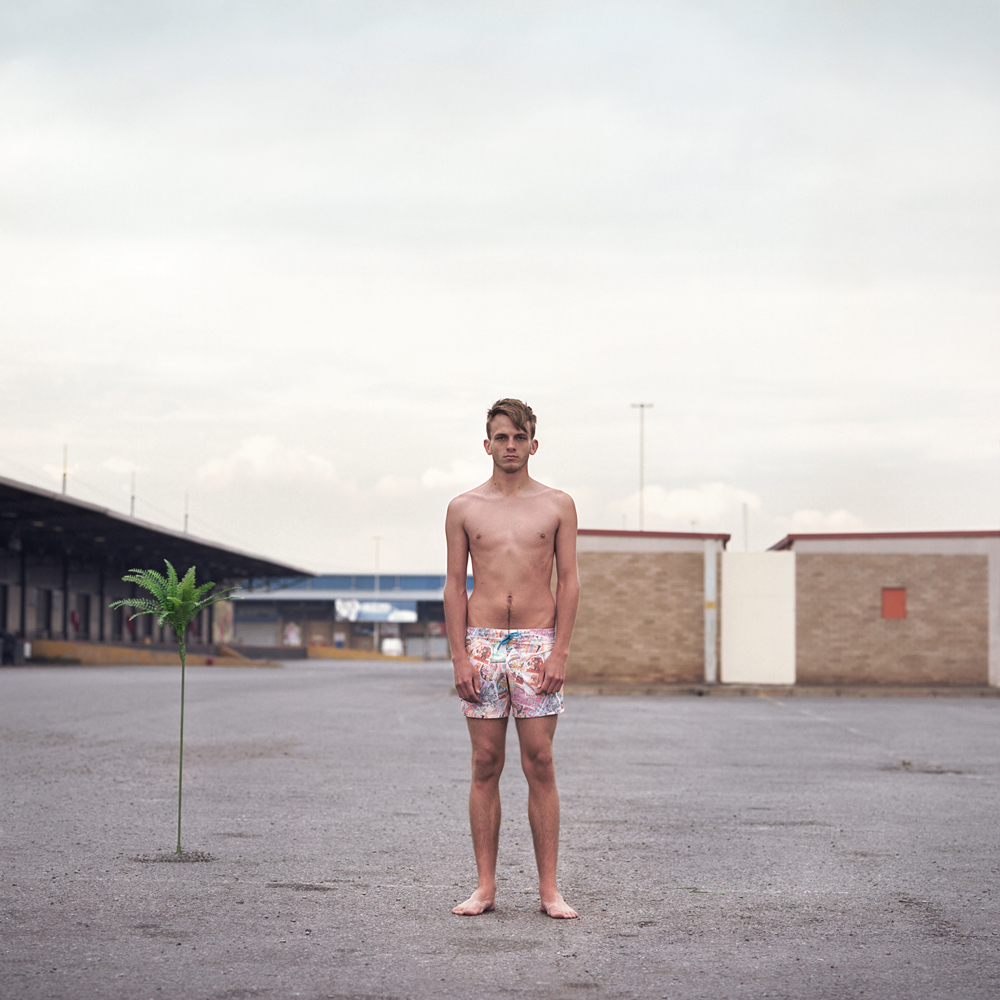
Navarre
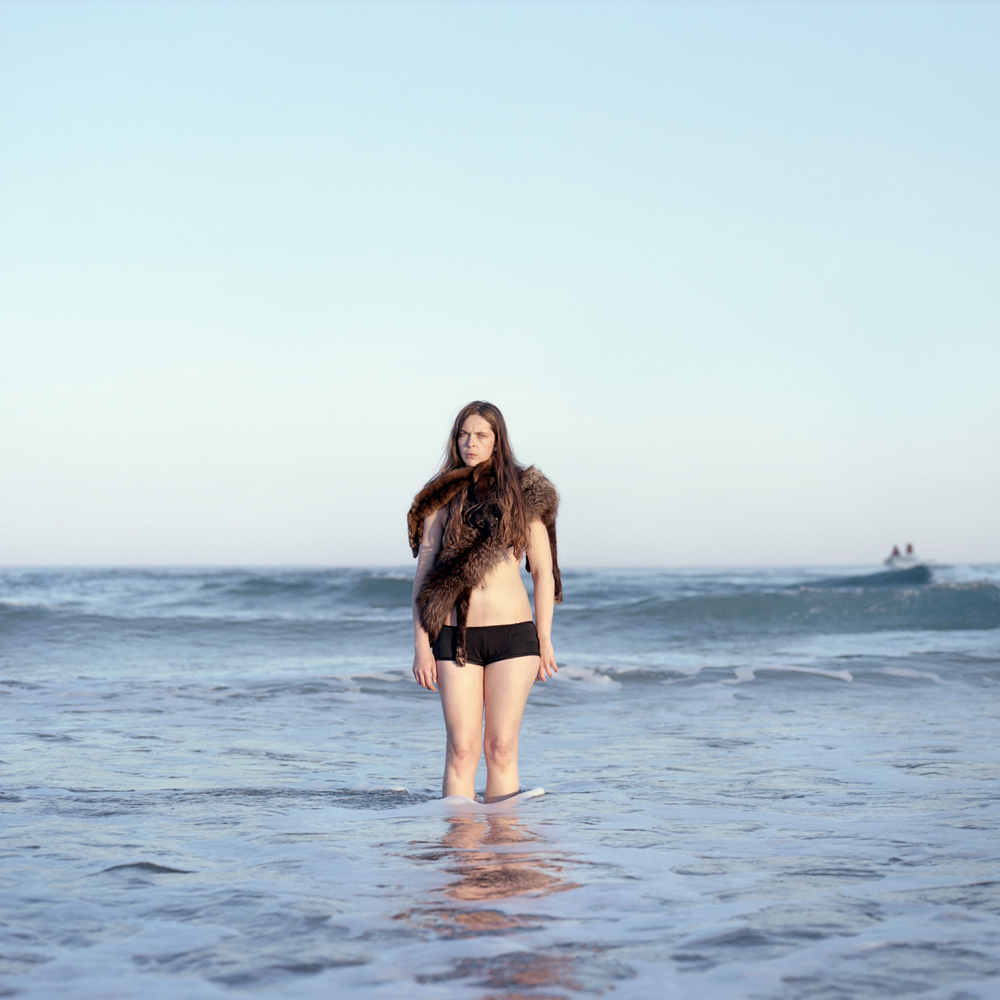
Sonja

## CyklusThe Pocket

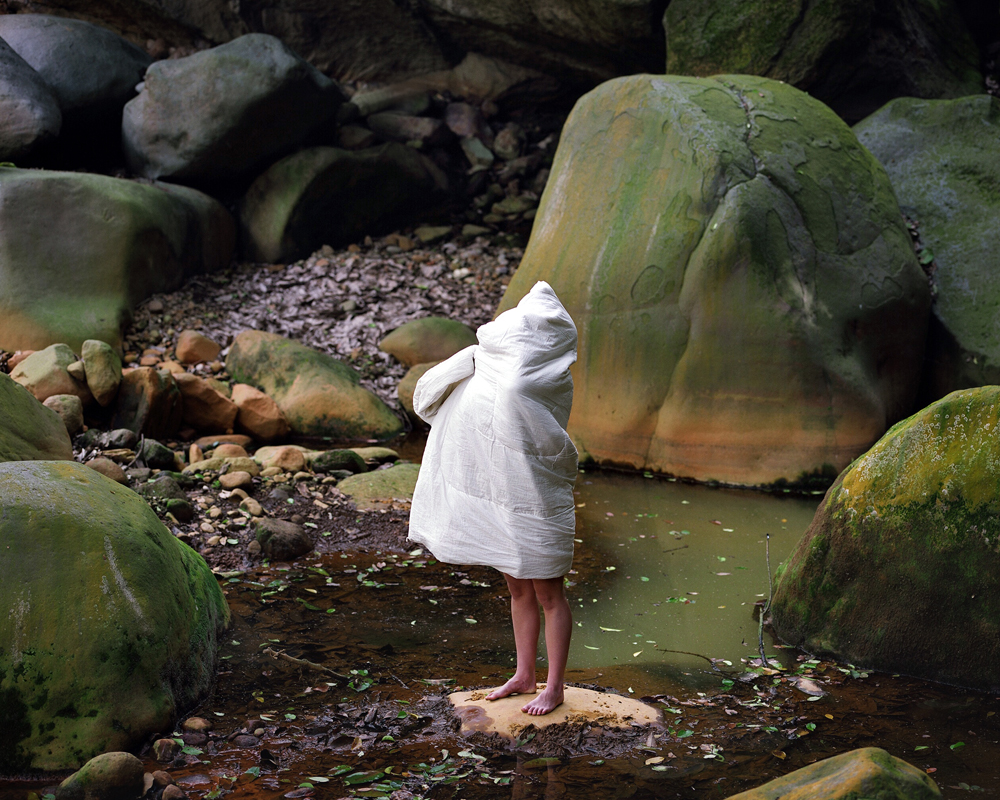
Pocket z cyklu Pocket
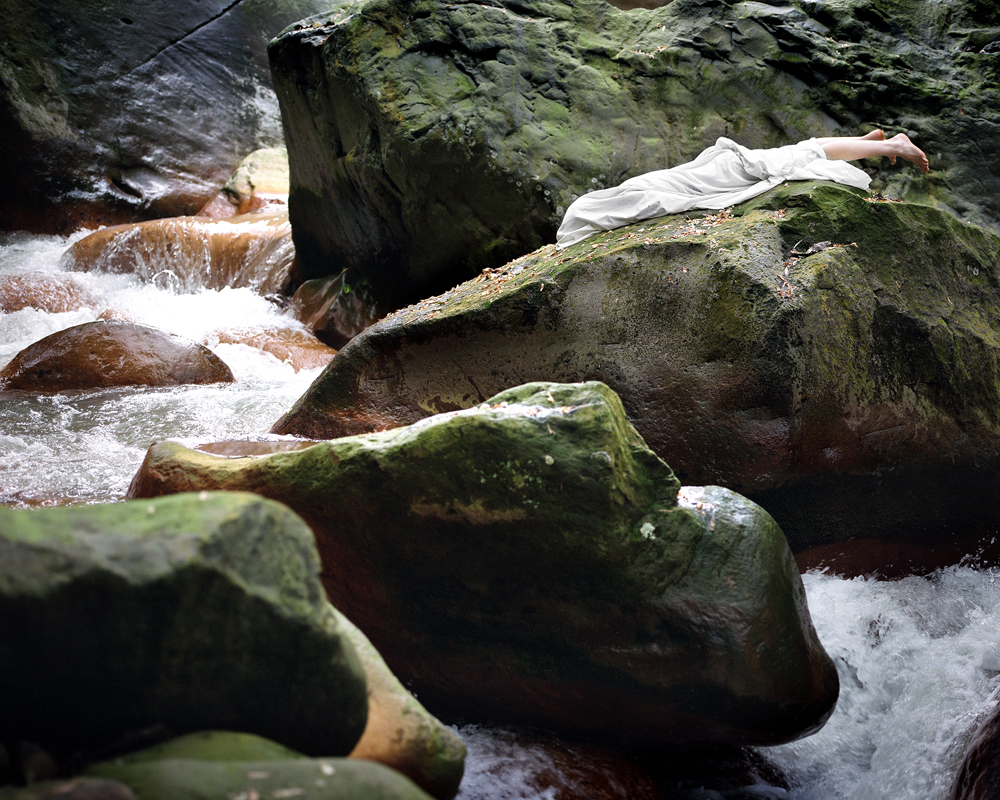
Pád z cyklu Pocket